# Фогельзанг (Одерталь)
Фогельзанг (нем. Vogelsang) — община в Германии, в земле Бранденбург.
Входит в состав района Одер-Шпре. Подчиняется управлению Брисков-Финкенхерд. Население составляет 773 человека (на 31 декабря 2010 года). Занимает площадь 5,79 км².